# Lidi (album)
Lidi è l'album di debutto della cantante ceca Jana Lota, pubblicato il 26 maggio 2008 su etichetta discografica Monitor-EMI.

## Tracce
Testi e musiche di Jana Lota e Matěj Homola.
1. Baletky – 3:44
2. Yogini – 3:44
3. Neprozradím ti – 2:52
4. Najednou – 3:07
5. Skřítek – 3:12
6. Lidi – 3:38
7. Vopičí píseň – 3:35
8. Bez dechu – 3:38
9. Vlaky – 4:50
10. Panenkou – 4:09